# Formosia paupera
Formosia paupera är en tvåvingeart som beskrevs av Meijere 1904. Formosia paupera ingår i släktet Formosia och familjen parasitflugor. Inga underarter finns listade i Catalogue of Life.